# 甘道明
甘道明（1947年2月—2024年12月31日），四川富顺人，中华人民共和国政治人物。1985年加入中国共产党。四川广播电视大学电子专业毕业，中共中央党校政治学专业在职研究生学历。历任四川省宜宾造纸厂副厂长、党委书记；宜宾地区行署副专员；四川省审计局局长、审计厅厅长；中共四川省委常委、省总工会主席、省委企业工委书记、省国有资产监督管理委员会党委书记等职。2004年8月升任省委副书记，2007年5月被补选为四川省人大常委会副主任，2011年11月被四川省委任命为四川省决策咨询委员会主任。